# Europese weg 97
De Europese Weg 97 of E97 is een weg in het Europese E-routenetwerk die loopt van Cherson in Oekraïne via Georgië naar Aşkale in Turkije, met een lengte van ongeveer 1360 kilometer.

## Algemeen
De Europese weg 97 is een Klasse A Noord-Zuid-referentieweg in het Europese wegennetwerk en verbindt het Oekraïense Cherson met het Turkse Aşkale en komt hiermee op een afstand van ongeveer 1360 kilometer. De route is door de UNECE vastgelegd als Cherson - Dzjankoj - Novorossiejsk - Sotsji - Soechoemi - Poti -
Trabzon - Gümüşhane - Aşkale, en dekt hiermee de oostkant van de Zwarte Zee. De weg overlapt tussen Poti en Trabzon met de E70. De feitelijke route gaat sinds 2018 via de Krimbrug over de Straat van Kertsj.
De route is niet regulier doorgaand per auto te bereizen: behoudens de oorlogshandelingen in 2022 in Oekraïne en de Russische bezetting van de Krim sinds 2014, gaat de route ook door de Georgische regio Abchazië die feitelijk onder Russische controle staat. De feitelijke grens tussen Abchazië en centraal gecontroleerd Georgië is niet per auto te passeren. 

## Nationale wegen
De E97 loopt over de volgende nationale wegen:
| Nummer   | Tracé                    |
| Oekraïne | Oekraïne                 |
| -------- | ------------------------ |
| M14      | Cherson - Olesjky        |
| M17      | Olesjky - Rusland        |
| Rusland  |                          |
| A290     | Oekraïne - Novorossiejsk |
| M4       | Novorossiejsk - Dzjoegba |
| A147     | Dzjoegba - Georgië       |
| Georgië  |                          |
| ს1       | Rusland - Senaki         |
| ს2       | Senaki - Turkije         |
| Turkije  |                          |
| D-010    | Georgië - Trabzon        |
| D-885    | Trabzon - Gümüşhane      |
| D-050    | Gümüşhane - Bayburt      |
| D-915    | Bayburt - Aşkale         |